# Senna nitida
Senna nitida är en ärtväxtart som först beskrevs av Louis Claude Marie Richard, och fick sitt nu gällande namn av Howard Samuel Irwin och Rupert Charles Barneby. Senna nitida ingår i släktet sennor, och familjen ärtväxter. Inga underarter finns listade i Catalogue of Life.